# Vérités et Mensonges
Pour plus de détails, voir Fiche technique et Distribution.
Vérités et Mensonges (F for Fake) est un documentaire franco-germano-iranien réalisé par Orson Welles, sorti en 1973. Bien que non crédités comme tels au générique, François Reichenbach, Gary Graver et Oja Kodar sont considérés comme co-réalisateurs du film.

## Synopsis
Orson Welles, dans la gare d'Austerlitz, habillé en prestidigitateur, annonce qu'il va dire toute la vérité sur Elmyr de Hory. Ce dernier, émigré hongrois retiré à Ibiza, est l'un des plus grands faussaires du temps, et ses œuvres, de Braque à Kees Van Dongen en passant par Picasso, Matisse ou Modigliani, ont trompé les meilleurs experts.

## Fiche technique
- Titre original : Nothing but the Truth ou F for Fake
- Titre : Vérités et Mensonges
- Réalisation : Orson Welles et François Reichenbach
- Scénario : Orson Welles
- Musique : Michel Legrand
- Photographie : Christian Odasso, Gary Graver
  - Caméra : François Reichenbach Serge Halsdorf
- Montage : Marie-Sophie Dubus, Dominique Engerer
- Production : Orson Welles
- Sociétés de production : Dominique Antoire, SACI (Téhéran), Les Films de l'Astrophore (Paris), Janus Film und Fernsehen (Francfort)
- Société de distribution : Planfilm (France)
- Pays de production :  France,  Iran,  Allemagne de l'Ouest
- Format : couleur (Eastmancolor) - 35 mm -  1,66:1 - son mono
- Genre : documentaire
- Durée : 85 minutes
- Dates de sortie :
  - Espagne : septembre 1973
  - France : 12 mars 1975
- Affiche : René Ferracci (France)

## Distribution
Dans leurs propres rôles :
- Orson Welles, également narrateur
- Oja Kodar
- Elmyr de Hory
- Clifford Irving
- Edith Irving
- François Reichenbach
- Joseph Cotten
- Richard Drewett
- Laurence Harvey
- Jean-Pierre Aumont
- Nina van Pallandt (en)
- Howard Hughes
- Andrés Vicente Gómez (en)

## Lieux de tournage
- Cathédrale Notre-Dame de Chartres : extérieurs de la cathédrale dans l'air brumeux et gros plans de la façade ;
- Ibiza : éléments 16 mm du documentaire original de Reichenbach ;
- Orvilliers ;
- Paris : mise en place des plans.